# Ladenbergia nubigena
Ladenbergia nubigena är en måreväxtart som beskrevs av Bengt Lennart Andersson. Ladenbergia nubigena ingår i släktet Ladenbergia och familjen måreväxter.
Artens utbredningsområde är Panamá. Inga underarter finns listade i Catalogue of Life.